# Laarderschans

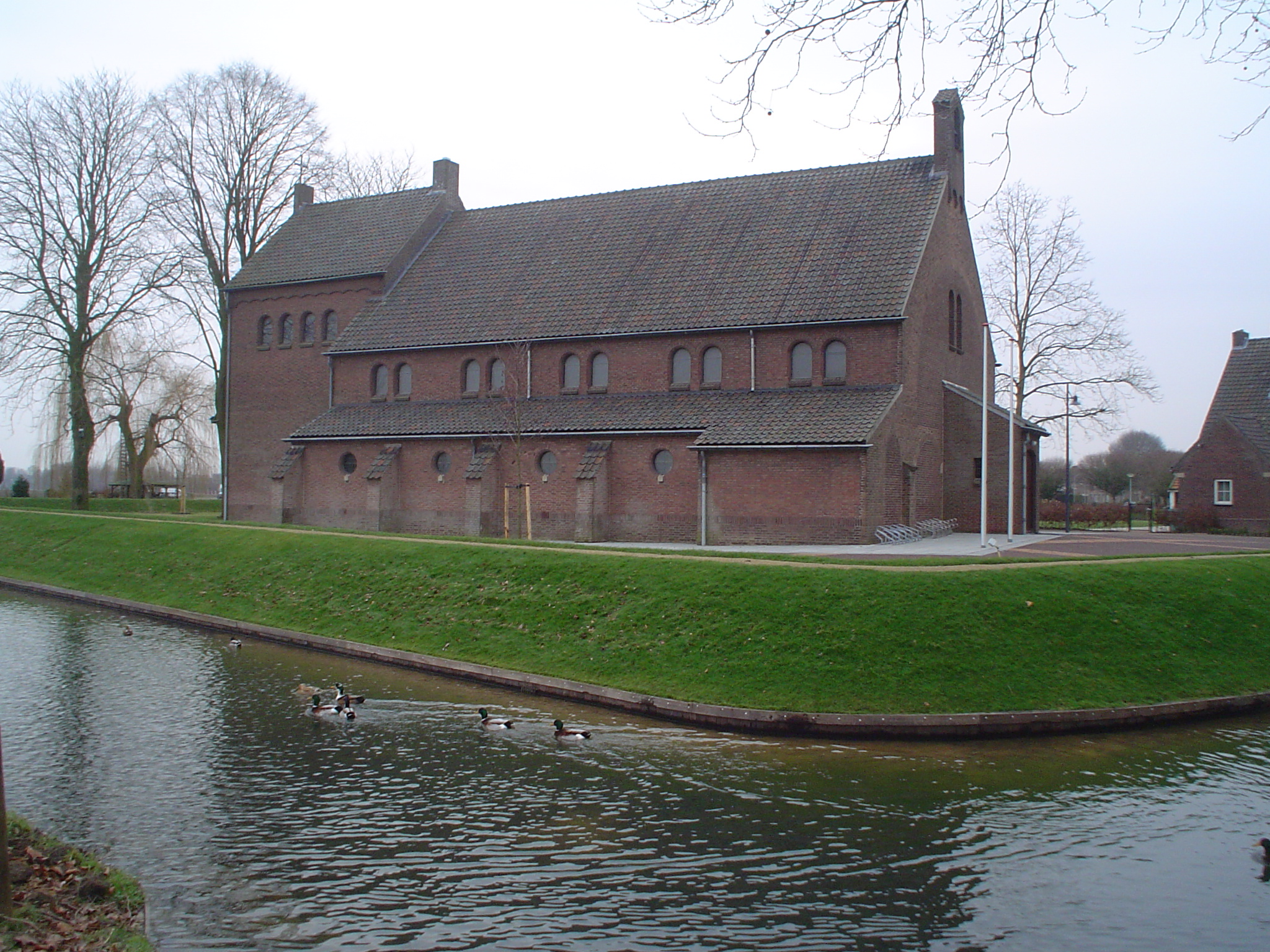
De kerk binnen de schans

De Laarderschans is een schans in Laar in de Nederlandse gemeente Weert. 

## Geschiedenis
In 1637 werd de schans voor het eerst vermeld en werd aangelegd om de inwoners bescherming te bieden tegen plunderende troepen.
In 1801 of eerder werd er binnen de schans de dorpsschool gebouwd.
In 1942 werd de schans door de dorpsbewoners aan de parochie geschonken voor de bouw van de Sint-Hiëronymus en Sint-Antoniuskerk.
In 2009 werd de schans op basis van historisch onderzoek gerenoveerd.